# Roberto di Taranto
Roberto di Taranto, della dinastia Angioina (1318 circa – Napoli, 17 settembre 1364), è stato Principe di Taranto (1332 – 1346), Signore del regno d'Albania (1332-1333), Principe di Acaia, dal 1333, e Imperatore titolare di Costantinopoli (come Roberto II), dal 1346 alla sua morte.

## Origine
Roberto era figlio di Filippo I d'Angiò o di Taranto, principe di Taranto, despota dell'Epiro e principe d'Acaia e di Caterina II di Valois, Imperatrice titolare dell’impero latino di Costantinopoli e fratello di Luigi di Taranto, secondo marito della regina di Napoli, Giovanna I.
Secondo il Chronicon Varadiense, Filippo I d'Angiò o di Taranto era figlio del re di Napoli, principe di Salerno, conte d'Angiò e del Maine, conte di Provenza e di Forcalquier, principe di Taranto, re d'Albania, principe d'Acaia e re titolare di Gerusalemme, Carlo II di Napoli e di Maria Arpad d'Ungheria.
Caterina II di Valois, secondo il Continuatio Chronici Guillelmi de Nangiaco, era la figlia del conte di Valois, Conte di Angiò e del Maine, conte d'Alençon e conte di Chartres, Carlo di Valois e dell'imperatrice titolare Caterina I di Courtenay, Imperatrice titolare dell’impero latino di Costantinopoli.

## Biografia
Nel 1332, alla morte del padre, Filippo I, essendo morti i due fratellastri che suo padre aveva avuto dalla prima moglie, Tamara Angela Comnena Ducena, Roberto gli succedette come principe di Taranto e Re d'Albania, mentre come principe di Acaia, era succeduto lo zio Giovanni di Gravina; Roberto scambiò con lo zio Giovanni il regno d'Albania con il Principato di Acaia, e, nel 1333 divenne principe di Acaia, mentre lo zio Giovanni assunse il titolo di Duca di Durazzo; questa operazione fu approvata sia dal Papa Giovanni XXII che dal re di Sicilia, Roberto d'Angiò; comunque Roberto continuò a vivere nel regno di Napoli, senza mai visitare il suo principato.
Nel 1346, alla morte della madre, Caterina, Roberto ereditò il titolo di Imperatrice titolare dell’impero latino di Costantinopoli, riconosciuto come imperatore dagli stati latini della Grecia, ma il suo potere effettivo derivava dalla sua carica di Principe di Acaia. 
Il 9 settembre 1347 sposò a Napoli sua cugina, Maria di Borbone, che, sia secondo la Histoire du Bourbonnais et des Bourbons qui l'ont possédé, Volume 1, che secondo la Histoire généalogique et chronologique de la maison royale de France era figlia del Signore e poi primo duca di Borbone, conte di Clermont e conte di La Marche, Luigi I e della moglie, Maria di Avesnes. Maria di Borbone era vedova di Guido di Lusignano, Connestabile di Cipro e Principe titolare di Galilea (1320 circa), e dall'unione era nato un figlio:
- Ugo (1335-1386)[9], Principe titolare di Galilea e Principe di Acaia.

Roberto era capitano generale dell'esercito del Regno di Napoli, ed era cognato della regina, Giovanna.
Il primo marito della regina Giovanna era stato Andrea, duca di Calabria, barbaramente assassinato, nel 1345, e Giovanna fu infatti accusata di non essere estranea all'assassinio del primo marito; il 3 novembre 1347 Luigi I d'Ungheria, fratello di Andrea, invase il regno di Napoli per vendicare il fratello; mentre Giovanna e il suo secondo marito Luigi riuscirono a fuggire da Napoli, rifugiandosi ad Avignone, Roberto venne arrestato a Aversa, e, nel 1348, fu condotto prigioniero in Ungheria, potendo fare ritorno a Napoli solo nel 1352. Maria e Roberto vissero alcuni anni separati e Maria rivide il marito nel mese di marzo 1352.
Essendo Principe di Acaia, Roberto si recò in Morea, con al seguito la moglie; Roberto a Maria assegnò diversi feudi a Corfù e Cefalonia, oltre il feudo di Kalamata. Dopo aver affidato diversi feudi a Niccolò Acciaiuoli, Maria e Roberto fecero ritorno a Napoli.
Roberto morì il 10 settembre 1364, e Maria si ritrovò vedova, per la seconda volta; la corona imperiale andò al fratello di Roberto, Filippo, per volere dello stesso Roberto, dato che non aveva avuto figli; mentre per la Morea, Maria ed il figlio di primo letto, Ugo, nel 1366, si recarono in Grecia con un esercito di ciprioti e provenzali, per far valere i loro diritti; la guerra civile durò circa quattro anni e si concluse con un accordo, a cui contribuì anche il conte di Savoia, Amedeo VI il Conte Verde: Maria ed Ugo mantennero solo il feudo di Kalamata, lasciando il principato di Acaia a Filippo in cambio di una somma di denaro. 

## Discendenza
Roberto da Maria non ebbe figli.

## Ascendenza
|                            |                            |                            | Genitori                               |  |  | Nonni |  |  | Bisnonni           |  |  | Trisnonni                 |  |
|                            |                            |                            |                                        |  |  |       |  |  | 8. Carlo I d'Angiò |  |  | 16. Luigi VIII di Francia |  |
|                            |                            |                            |                                        |  |  |       |  |  | 8. Carlo I d'Angiò |  |  | 16. Luigi VIII di Francia |  |
|                            |                            | 17. Bianca di Castiglia    |                                        |  |  |       |  |  | 8. Carlo I d'Angiò |  |  |                           |  |
| 4. Carlo II di Napoli      |                            |                            |                                        |  |  |       |  |  | 8. Carlo I d'Angiò |  |  |                           |  |
|                            |                            | 9. Beatrice di Provenza    | 18. Raimondo Berengario IV di Provenza |  |  |       |  |  |                    |  |  |                           |  |
|                            |                            | 9. Beatrice di Provenza    | 18. Raimondo Berengario IV di Provenza |  |  |       |  |  |                    |  |  |                           |  |
|                            |                            | 9. Beatrice di Provenza    | 19. Beatrice di Savoia                 |  |  |       |  |  |                    |  |  |                           |  |
| 2. Filippo I d'Angiò       |                            | 9. Beatrice di Provenza    |                                        |  |  |       |  |  |                    |  |  |                           |  |
|                            |                            | 10. Stefano V d'Ungheria   | 20. Béla IV d'Ungheria                 |  |  |       |  |  |                    |  |  |                           |  |
|                            |                            | 10. Stefano V d'Ungheria   | 20. Béla IV d'Ungheria                 |  |  |       |  |  |                    |  |  |                           |  |
|                            |                            | 10. Stefano V d'Ungheria   | 21. Maria Lascaris di Nicea            |  |  |       |  |  |                    |  |  |                           |  |
| 5. Maria d'Ungheria        |                            | 10. Stefano V d'Ungheria   |                                        |  |  |       |  |  |                    |  |  |                           |  |
|                            |                            | 11. Elisabetta dei Cumani  | 22. Köten dei Cumani                   |  |  |       |  |  |                    |  |  |                           |  |
|                            |                            | 11. Elisabetta dei Cumani  | 22. Köten dei Cumani                   |  |  |       |  |  |                    |  |  |                           |  |
|                            |                            | 11. Elisabetta dei Cumani  | 23. Halitsch                           |  |  |       |  |  |                    |  |  |                           |  |
| 1. Roberto di Taranto      |                            | 11. Elisabetta dei Cumani  |                                        |  |  |       |  |  |                    |  |  |                           |  |
|                            | 12. Filippo III di Francia | 24. Luigi IX di Francia    |                                        |  |  |       |  |  |                    |  |  |                           |  |
|                            | 12. Filippo III di Francia | 24. Luigi IX di Francia    |                                        |  |  |       |  |  |                    |  |  |                           |  |
|                            | 12. Filippo III di Francia | 25. Margherita di Provenza |                                        |  |  |       |  |  |                    |  |  |                           |  |
| 6. Carlo di Valois         | 12. Filippo III di Francia |                            |                                        |  |  |       |  |  |                    |  |  |                           |  |
|                            |                            | 13. Isabella d'Aragona     | 26. Giacomo I d'Aragona                |  |  |       |  |  |                    |  |  |                           |  |
|                            |                            | 13. Isabella d'Aragona     | 26. Giacomo I d'Aragona                |  |  |       |  |  |                    |  |  |                           |  |
|                            |                            | 13. Isabella d'Aragona     | 27. Iolanda d'Ungheria                 |  |  |       |  |  |                    |  |  |                           |  |
| 3. Caterina II di Valois   |                            | 13. Isabella d'Aragona     |                                        |  |  |       |  |  |                    |  |  |                           |  |
|                            |                            | 14. Filippo di Courtenay   | 28. Baldovino II di Costantinopoli     |  |  |       |  |  |                    |  |  |                           |  |
|                            |                            | 14. Filippo di Courtenay   | 28. Baldovino II di Costantinopoli     |  |  |       |  |  |                    |  |  |                           |  |
|                            |                            | 14. Filippo di Courtenay   | 29. Maria di Brienne                   |  |  |       |  |  |                    |  |  |                           |  |
| 7. Caterina I di Courtenay |                            | 14. Filippo di Courtenay   |                                        |  |  |       |  |  |                    |  |  |                           |  |
|                            |                            | 15. Beatrice d'Angiò       | 30. Carlo I d'Angiò (= 8)              |  |  |       |  |  |                    |  |  |                           |  |
|                            |                            | 15. Beatrice d'Angiò       | 30. Carlo I d'Angiò (= 8)              |  |  |       |  |  |                    |  |  |                           |  |
|                            |                            | 15. Beatrice d'Angiò       | 31. Beatrice di Provenza (= 9)         |  |  |       |  |  |                    |  |  |                           |  |
|                            |                            | 15. Beatrice d'Angiò       |                                        |  |  |       |  |  |                    |  |  |                           |  |

### Fonti primarie
- (LA)  (FR)  Histoire de l'île de Chypre sous le règne des princes de la maison de Lusignan, Volume 2

### Letteratura storiografica
- K.M. Setton, I latini in Grecia e nell'Egeo, dalla quarta crociata alla fine del medioevo, cap. XVI, vol. III (L'impero bizantino) della Storia del Mondo Medievale, 1999, pp. 619–658.
- Romolo Caggese, Italia, 1313-1414, cap. VII, vol. VI (Declino dell'impero e del papato, e la nascita del mondo moderno) della Storia del Mondo Medievale, 1999, pp. 297–331.
- (EN)  The Latins in the Levant, a history of Frankish Greece (1204-1566).
- (FR)  Histoire généalogique des ducs de Bourgogne de la maison de France.
- (FR)  Histoire généalogique et chronologique de la maison royale de France, Ducs de Bourbon.
- (FR)  #ES Histoire du Bourbonnais et des Bourbons qui l'ont possédé, Volume 1.